# Hermann Breith
Hermann Albert Breith (Pirmasens, 7 maggio 1892 – Pech, 3 settembre 1964) è stato un generale tedesco della Wehrmacht durante la seconda guerra mondiale. decorato con la Croce di Cavaliere della Croce di Ferro con Fronde di Quercia e Spade. Breith comandò il III. Armeekorps.

## Biografia

### Prima guerra mondiale
Hermann Breith nacque a Pirmasens il 7 maggio 1892 e si arruolò nell'esercito imperiale come alfiere il 16 aprile 1910, assegnato al 7. Brandenburgisches Infanterie-Regiment "Markgraf Carl" Nr. 60. Dopo aver frequentato la Scuola di Guerra di Hersfeld, fu promosso tenente il 13 settembre 1911. Partecipò alla prima guerra mondiale con il suo reggimento e fu promosso a sottotenente il 25 novembre 1916, mentre nell'autunno del 1917, passò al servizio di stato maggiore. Durante la guerra, fu insignito della Croce di Cavaliere dell'Ordine Reale Prussiano di Hohenzollern con Spade ed entrambe le Croci di Ferro.

### Periodo interbellico
Dopo la guerra, fu trasferito nella Reichswehr al Reichswehr-Infanterie-Regiment 18 e poi al 6. Infanterie-Regiment, come ufficiale di compagnia. Dal 1° ottobre 1923 fu assegnato allo stato maggiore del 3° battaglione del suo reggimento a Flensburg, dove fu promosso capitano il 1° marzo 1924. Il 1° ottobre 1925 fu trasferito allo stato maggiore del suo reggimento a Lubecca e lì fu assegnato alla 6. (Preuß.) Kraftfahr-Abteilung kommandiert. Il 1° ottobre 1926 fu trasferito alla 1. (Preuß.) Kraftfahr-Abteilung a Königsberg ed all'inizio del 1927 fu nominato comandante della 1° compagnia di questa unità. Il 1° febbraio 1931 fu trasferito allo stato maggiore del Gruppenkommando 1 a Berlino ed il 1° ottobre 1931 fu trasferito al ministero della difesa, dove fu assegnato all'ispettorato delle truppe motorizzate. Fu promosso maggiore il 1° dicembre 1933 e nell'estate del 1934 fu trasferito al comando addestramento motorizzato di Zossen. Il 15 ottobre 1935 fu nominato comandante della II divisione del Panzer-Regiment 5 ed il 1° aprile 1936 fu promosso tenente colonnello. Il 10 novembre 1938 fu nominato comandante del Panzer-Regiment 36 a Schweinfurt e come tale, fu promosso colonnello il 1° gennaio 1939.

### Seconda guerra mondiale
All'inizio della seconda guerra mondiale guidò il suo reggimento nella campagna di Polonia, dove gli furono assegnate entrambe le Fibbie delle Croci di Ferro. Il 15 febbraio 1940, fu nominato comandante della 5. Panzer-Brigade, che guidò nella campagna di Francia, durante la quale, il 3 giugno 1940 gli fu conferita la Croce di Cavaliere della Croce di Ferro. Nell'autunno del 1940, fu assegnato allo stato maggiore delle Schnellen Truppen dell'Oberkommando des heeres ed all'inizio di giugno 1941, lasciò il comando della sua brigata e venne trasferito in riserva. Il 1° agosto 1941 fu promosso a maggiore generale ed il 2 ottobre 1941 fu nominato comandante della 3. Panzer-Division, che guidò sul fronte orientale, durante i feroci combattimenti dell'inverno 1941/42; per questo, il 31 gennaio 1942 gli fu conferita la Croce di Cavaliere della Croce di Ferro con le Foglie di Quercia e fu menzionato nel rapporto della Wehrmacht: "Nella zona a nord-est di Kiev, un contrattacco della fanteria e delle truppe corazzate tedesche al comando del Maggiore Generale Breith si concluse con un completo successo dopo diversi giorni di combattimenti".
Successivamente, guidò la divisione vicino a Kharkov, fino al Terek ed 1° ottobre 1942, cedette il comando sua divisione e mandato in riserva, dove fu promosso tenente generale il 1° novembre 1942. Il 1° gennaio 1943 fu assegnato all'alto comando dell'Heeresgruppe A ed il 13 febbraio 1943 assunse il comando del III. Panzerkorps. Il 1° marzo 1943 fu promosso General der Panzertruppen ed in seguito guidò il suo corpo d'armata nei combattimenti nell'Ucraina settentrionale e nella battaglia di Kursk. Nel febbraio 1944, il suo corpo ebbe un ruolo chiave nello sfondamento della sacca di Čerkasy, per il quale gli fu conferita la Croce di Cavaliere con Fronde di Quercia il 21 febbraio 1944 e venne menzionato nei supplementi al rapporto della Wehrmacht: "Le unità dell'esercito e delle Waffen-SS, sotto il comando del generale delle truppe corazzata Breith, schierate per dare il cambio a questo gruppo di combattimento, in collaborazione con le truppe comandate dal tenente generale von Vormann, hanno creato le condizioni per lo sfondamento nelle condizioni meteorologiche e del terreno più difficili grazie all'impegno esemplare di ogni singolo soldato".
Il 9 settembre 1944, venne nuovamente menzionato per nome nei supplementi al rapporto della Wehrmacht: "Nella testa di ponte della Vistola, a ovest di Baranow, le truppe sotto il comando del generale delle truppe corazzata Balck, sotto il comando dei generali delle truppe corazzata Breith e Gräser, nonché del general der infanterie Recknagel, hanno sventato lo sfondamento delle forze sovietiche in massa il mese scorso e hanno ristretto la testa di ponte nemica attraverso contrattacchi riusciti".
Il 30 ottobre 1944, dopo i combattimenti nella zona di Debrecen, fu nuovamente menzionato per nome nel rapporto della Wehrmacht: "Unità corazzate sotto il comando del Generale delle Truppe Panzer Breith e unità dell'aviazione sotto il comando del Colonnello Generale Deßloch hanno svolto un ruolo eccezionale in questo grande successo". Hermann Breith guidò la sua unità fino alla fine della guerra. In seguito, fu fatto prigioniero e rilasciato nella primavera del 1947.